# Čemeřice smrdutá
Čemeřice smrdutá (Helleborus foetidus) je druh rostliny z čeledi pryskyřníkovité (Ranunculaceae).

## Popis
Jedná se o asi 40–100 cm vysokou vytrvalou bylinu, oddenek chybí. Stonek je dřevitý a přezimující, rostlina páchne. Listy jsou pouze lodyžní, dlouze řapíkaté, bazální listy chybí. Čepel je dlanitě členěná, znoženě sečná, na okraji jemně zubatá, naspodu žláznaté. Listy přecházejí v nečleněné vejčité listeny. Květy jsou nápadné, uspořádané do bohatých vrcholíků, stopky v květenství jsou žláznaté, jsou nicí a zvonkovitého tvaru. Rostliny kvetou brzy na jaře, v březnu až v dubnu. Kališních lístků je 5, jsou petaloidní, tedy napodobují korunu a jsou někdy interpretovány jako okvětí. Jsou zelené, na okraji často tmavě červeně lemované. Korunní lístky jsou přeměněny na nálevkovitá nektária, kterých je asi 7–8. Tyčinek je mnoho. Plodem je měchýřek, měchýřky jsou asi 2–2,8 cm dlouhé, kýlnaté a jsou uspořádány do souplodí, ovšem v nízkém počtu, často jen 1–3. Počet chromozómů je 2n=32.

## Rozšíření
Čemeřice smrdutá je původní v západní a jihozápadní Evropě s přesahem do severní Afriky, na sever po Anglii a Německo. V České republice je jen pěstovaná na zahrádkách jako okrasná jarní bylina, tu a tam zplaňuje. Jako původní se ale vyskytuje už v sousedním Rakousku a Německu.